# Sunny Sandler
Sunny Madeline Sandler (Los Angeles, 2008. november 2. –) amerikai színésznő.
Szülei Adam Sandler és Jackie Sandler színészek. Olyan filmekben szerepelt, mint a Nagyfiúk (2010), a Nagyfiúk 2. (2013), a Kavarás (2014), a Ne merészelj eljönni a bát micvámra (2023) és a Happy, a flúgos golfos 2. (2025), amelyekben apja, Adam Sandler is szerepel.

## Élete
2008. november 2-án született Kaliforniában, Adam Sandler színész-komikus, valamint Jackie Sandler (születési neve Titone) modell-színésznő gyermekeként. Van egy nővére, Sadie, aki szintén színésznő. Mindkét testvér apai ágon orosz-zsidó, anyai ágon pedig olasz származású. Mindkét lány Tyler Spindel színész, komikus és rendező unokatestvére, valamint Joseph H. Titone politikus unokája.

## Pályafutása
Sandler gyerekszínészként kezdte színészi pályafutását, gyakran szerepelt apja által készített filmekben. Első filmszerepe a Nagyfiúk (2010) című vígjátékban volt, ahol apja karakterének egyik barátja, Tardio lányát alakította. Azóta számos más Adam Sandler-filmben is feltűnt, többek között a következőkben: Kellékfeleség (2011), Jack és Jill (2011), Apa ég! (2012), Nagyfiúk 2. (2013), Kavarás (2014), Nevetséges hatos (2015), Sandy Wexler (2017), The Week Of (2018), Gyagyás gyilkosság (2019) és Hubie, a halloween hőse (2020).
Ezekben a filmekben gyakran kisebb szerepeket játszott, vagy épp apja karakterének lányát alakította. A Ne merészelj eljönni a bát micvámra (2023) című filmben azonban már főszerepet kapott, Stacy Friedman szerepében, és alakítását dicséretben részesítették. A filmben nővére, Sadie, valamint édesapja, Adam Sandler is szerepelnek.
2023-ban a Leó című animációs filmben ő kölcsönözte Summer Chapman karakterének hangját, egy beszédes lánynak, aki barátságot köt az osztály háziállatával, Leóval, akinek hangját Adam Sandler adta. 2025-ben szerepelt a Happy, a flúgos golfos 2. című filmvígjátékban.

## Filmográfia
| Év   | Magyar cím                                          | Eredeti cím                              | Szerep                        | Magyar hang             |
| ---- | --------------------------------------------------- | ---------------------------------------- | ----------------------------- | ----------------------- |
| 2010 | Nagyfiúk                                            | Grown Ups                                | Sunny Tardio                  |                         |
| 2011 | Kellékfeleség                                       | Just Go with It                          | kislány a kötélhídon          |                         |
| 2011 | Jack és Jill                                        | Jack and Jill                            | kislány a hajón               |                         |
| 2012 | Apa ég!                                             | That’s My Boy                            | limonádés standos gyerek      |                         |
| 2012 | Hotel Transylvania – Ahol a szörnyek lazulnak       | Hotel Transylvania                       | különböző karakterek (hangja) |                         |
| 2013 | Nagyfiúk 2.                                         | Grown Ups 2                              | Sunny Tardio                  |                         |
| 2014 | Kavarás                                             | Blended                                  | Wall Street mostohalánya      |                         |
| 2015 | Pixel                                               | Pixels                                   | cuki cserkészlány             |                         |
| 2015 | Hotel Transylvania 2. – Ahol még mindig szörnyen jó | Hotel Transylvania 2                     | Bébi Dennis (hangja)          |                         |
| 2015 | Nevetséges hatos                                    | The Ridiculous 6                         | táncoló gyerek                |                         |
| 2016 | Az újrakezdés                                       | The Do-Over                              | Daisy                         |                         |
| 2017 | Sandy Wexler                                        | Sandy Wexler                             | Lola                          |                         |
| 2018 |                                                     | The Week Of                              | Eva                           |                         |
| 2018 | Hotel Transylvania 3. – Szörnyen rémes vakáció      | Hotel Transylvania 3: Summer Vacation    | Sunny (hangja)                |                         |
| 2019 | Gyagyás gyilkosság                                  | Murder Mystery                           | Brittany                      | Dolmány-Bogdányi Korina |
| 2020 | A másik Missy                                       | The Wrong Missy                          | erős Sunny                    |                         |
| 2020 | Hubie, a halloween hőse                             | Hubie Halloween                          | Cooky                         | Kobela Kíra             |
| 2022 | A hazai csapat                                      | Home Team                                | Brooke                        | Hegedűs Johanna         |
| 2022 | Mindent egy lapra                                   | Hustle                                   | 13 éves lány                  |                         |
| 2023 | Szélhámos rokonok                                   | The Out-Laws                             | Gracie                        |                         |
| 2023 | Ne merészelj eljönni a bát micvámra                 | You Are So Not Invited to My Bat Mitzvah | Stacy Friedman                | Bartus Emese            |
| 2023 | Leó                                                 | Leo                                      | Summer Chapman (hangja)       | Bak Julianna            |
| 2024 | Az űrhajós                                          | Spaceman                                 | Anna                          |                         |
| 2025 | Majdnem terhes                                      | Kinda Pregnant                           | Daisy                         | Fekete Anna Luca        |
| 2025 | Happy, a flúgos golfos 2.                           | Happy Gilmore 2                          | Vienna Gilmore                | Koller Virág            |
| 2026 |                                                     | Don't Say Good Luck                      | Sophie Birenbaum              |                         |